# Gazebo
Gazebo, właśc. Paul Mazzolini (ur. 18 lutego 1960 w Bejrucie) – włoski piosenkarz pochodzenia amerykańskiego, wykonawca gatunku italo disco. 

## Życiorys
Urodził się w Bejrucie, stolicy Libanu, jako syn włoskiego dyplomaty i amerykańskiej piosenkarki. 
Według legendy wypromowanej przez fanów, gry na gitarze nauczył się w wieku 10 lat, by zaimponować tym szkolnej koleżance. Jako nastolatek rozpoczął karierę muzyczną, początkowo były to epizody w zespołach różnych stylów muzycznych – jazz, rock, punk. Ich pierwszą wspólną produkcją był skomponowany w 1982 utwór „Masterpiece”, który zagościł na listach przebojów.
Największy sukces na listach przebojów odniósł singel wydany w 1983 – „I Like Chopin”.
Kolejny utwór, „Lunatic”, wydano w 1984 na płycie o tej samej nazwie, w całej Europie zdołała się ona dostać do czołowej dwudziestki najchętniej kupowanych płyt.
Następne jego produkcje nie powtórzyły już sukcesu wyżej wymienionych, aż do jesieni 2006, kiedy to singel „Tears for Galileo” osiągnął pierwszą pozycję na liście Euro dance.

## Dyskografia

### Albumy
- 1983: Gazebo (Baby Records)
- 1984: Telephone Mama (Baby Records)
- 1986: Univision (Carosello)
- 1988: The Rainbow Tales (Carosello)
- 1989: Sweet Life (Carosello)
- 1991: Scenes from the Broadcast (Lunatic)
- 1994: Portrait (Giungla-BMG Italy)
- 1997: Viewpoint (Softworks)
- 2000: Portrait & Viewpoint (Softworks)
- 2007: Ladies! The Art of Remixage (Softworks)
- 2008: The Syndrone (Softworks)
- 2013: I Like … Live! (Softworks)

### Kompilacje
- 1991: I Like Chopin: Best of Gazebo (Jimco) – wydane w Japonii
- 1992: Greatest Hits (Baby Records)
- 1994: Classics (RCA Italiana)